# 전북대학교 총장 목록
전북대학교 총장(全北大學校 總長)은 전북대학교 교무를 통할하고 소속 교직원을 감독하며, 학생을 지도하고 학교를 대표한다. 총장임용추천위원회에서 선정하고 대한민국 교육부장관의 제청으로 대통령이 임용하며, 임기는 4년이다.

## 역대 총장
| 대수      | 이름   | 임기                                |
| --------- | ------ | ----------------------------------- |
| 제1대     | 김두헌 | 1952년 9월 2일 - 1958년 8월 26일    |
| 제2대     | 고형곤 | 1959년 3월 19일 - 1960년 7월 27일   |
| 제3대     | 정인승 | 1961년 2월 6일 - 1961년 9월 30일    |
| 제4·5대   | 유영대 | 1961년 12월 8일 - 1971년 12월 31일  |
| 제6대     | 이동술 | 1972년 1월 1일 - 1975년 12월 31일   |
| 제7·8대   | 심종섭 | 1976년 1월 1일 - 1982년 8월 31일    |
| 제9대     | 조영빈 | 1982년 9월 1일 - 1986년 8월 31일    |
| 제10대    | 김원섭 | 1986년 9월 1일 - 1990년 8월 31일    |
| 제11대    | 김수곤 | 1990년 9월 1일 - 1994년 8월 31일    |
| 제12대    | 장명수 | 1994년 9월 1일 - 1998년 8월 31일    |
| 제13대    | 신철순 | 1998년 9월 1일 - 2002년 8월 31일    |
| 제14대    | 두재균 | 2002년 9월 1일 - 2006년 6월 25일    |
| 제15·16대 | 서거석 | 2006년 12월 14일 - 2014년 12월 13일 |
| 제17대    | 이남호 | 2014년 12월 14일 - 2018년 12월 13일 |
| 제18대    | 김동원 | 2019년 1월 28일 - 2023년 1월 27일   |
| 직무대행  | 양규혁 | 2023년 1월 28일 - 2023년 2월 19일   |
| 제19대    | 양오봉 | 2023년 2월 20일 -                   |

## 같이 보기
- 전북대학교